# Dobročinný komitét dam (Olomouc)
Olomoucký Dobročinný komitét dam, při vzniku nazvaný Spolek paní a dívek, byl charitativní a kulturní spolek, založený v Olomouci. Náplní jeho práce byla kulturní, osvětová a vzdělávací činnost, péče o chudé děti a později také o raněné vojáky. Spolek vznikl roku 1871 jako Sdružení paní a dívek, jeho zakladatelkou a první předsedkyní byla Josefína Špačková-Černochová. Popud k založení dal profesor Josef Lošťák. Spolek působil do roku 1927.

## Historie
Spolek byl součástí širšího společenského pohybu v rámci rostoucího kulturního sebeuvědomění žen a českých vrstev a snahy vymezit se proti německému prostředí. Společně s dobročinnými komitéty dam v Brně a ve Vyškově patřil mezi nejvýznamnější spolky tohoto typu na Moravě. Byl vytvořen jako protějšek německého Frauenwohltätigsverein, který vznikl v Olomouci roku 1861.
Spolek byl založen pod názvem „Spolek paní a dívek“ 3. 12. 1871 a první jeho předsedkyní byla zvolena Josefína Špačková-Černochová. Zpočátku se věnoval především přednáškám o vzdělávání, kultuře, přírodovědě či ženské otázce. Zřídil také knihovnu, soukromou školu a kurz češtiny. Roku 1881 se název spolku při zachování kontinuity změnil na Dobročinný komitét dam. Předsedkyní se pak stala Eliška Wanklová. Kromě zakladatelky, Josefíny Špačkové-Černochové, se o rozkvět spolku zasloužily i další činovnice jako Marie Pospíšilová, rozená Rozsivalová (1857–1928), Anna Žáčková, rozená Porazilová, Berta Sojková (1860–1932) a Františka Ševčíková.
Spolek propojoval kulturní a národní činnost s péčí o nemajetné děti a sirotky. Od roku 1900 pečoval společně s Okresní péčí o mládež o stravování chudých dětí, čtyřikrát týdně zajišťoval oběd pro chudou školní mládež v Komeniu. Například 28. prosince 1924 přednesly v Pöttingeu členky starodávné koledy a příležitostné básně, zapěly státní hymny a podělily chudé děti z denního útulku „šatstvem, cukrovím a vánočkou“. Od roku 1916 zajišťoval spolek aktivní péči o vojáky vracející se z bojišť první světové války. Společně se spolky Česká beseda a Sokol se staral o raněné vojáky, shromažďoval pro ně potraviny a lůžkoviny, ale také knihy a finance.

## Podobné olomoucké ženské spolky
Roku 1904 byl v Olomouci založen další podobný spolek, Dobročinný spolek žen Josefina Černochová, který se až do roku 1929 rovněž staral o stravování školních dětí. V roce 1924 se tato organizace přejmenovala na „Dobročinný spolek žen na Nové ulici“. Shodně nazvaným olomouckým ženským spolkem byl pak Dobročinný komitét dam coby odbor Křesťansko-sociálního spolku žen a dívek. Podle Leandera Brejchy byl založen roku 1923, pravděpodobně ale později, a je možné, že byl následovníkem výše uvedeného Dobročinného spolku žen na Nové ulici.